# 村山龍平記念館
村山龍平記念館（むらやまりょうへいきねんかん）は、三重県度会郡玉城町田丸にある文化施設。朝日新聞の創刊に携わった村山龍平を顕彰する記念館であり、玉城町郷土資料館や玉城町図書館などを併設する。
村山龍平は嘉永3年（1850年）に伊勢国田丸（現・玉城町田丸）の紀州藩田丸城代に仕える家系に生まれ、後大阪へ移住、1879年（明治12年）に朝日新聞を創刊し、後に朝日新聞社の社主となった。村山は財界人・言論人として社会を先導し続けたのみならず、美術品収集（香雪美術館参照）でも知られた文化人でもあった。また郷土愛にあふれた人物でもあり、故郷に多くの寄付を行い、田丸城の町有化などの原資を提供した。玉城町ではこうした村山の功績を讃える施設の建設が没後50周年を迎えるにあたって計画され、村山の子孫からの多額の寄付を受け、1983年（昭和58年）に開館した。

## 概要
田丸城大手門跡前にある。法的には博物館法の適用を受けない「博物館類似施設」である。村山の遺品の展示を行うのみならず、玉城町郷土資料館や玉城町図書館なども併設し、広く玉城町の社会教育の振興と地方文化の発展に寄与している。1階に玉城町図書館・事務室および玉城町教育委員会事務局、教育長室、2階に玉城町郷土資料館・資料収蔵庫を設置する。また玄関には朝倉文夫作の村山龍平翁像がある。
施設の設計・監理は第一設計株式会社、施工は株式会社北岡組で、いずれも伊勢市の企業である。鉄筋造2階建てで、延床面積は678.00m2である。

## 歴史

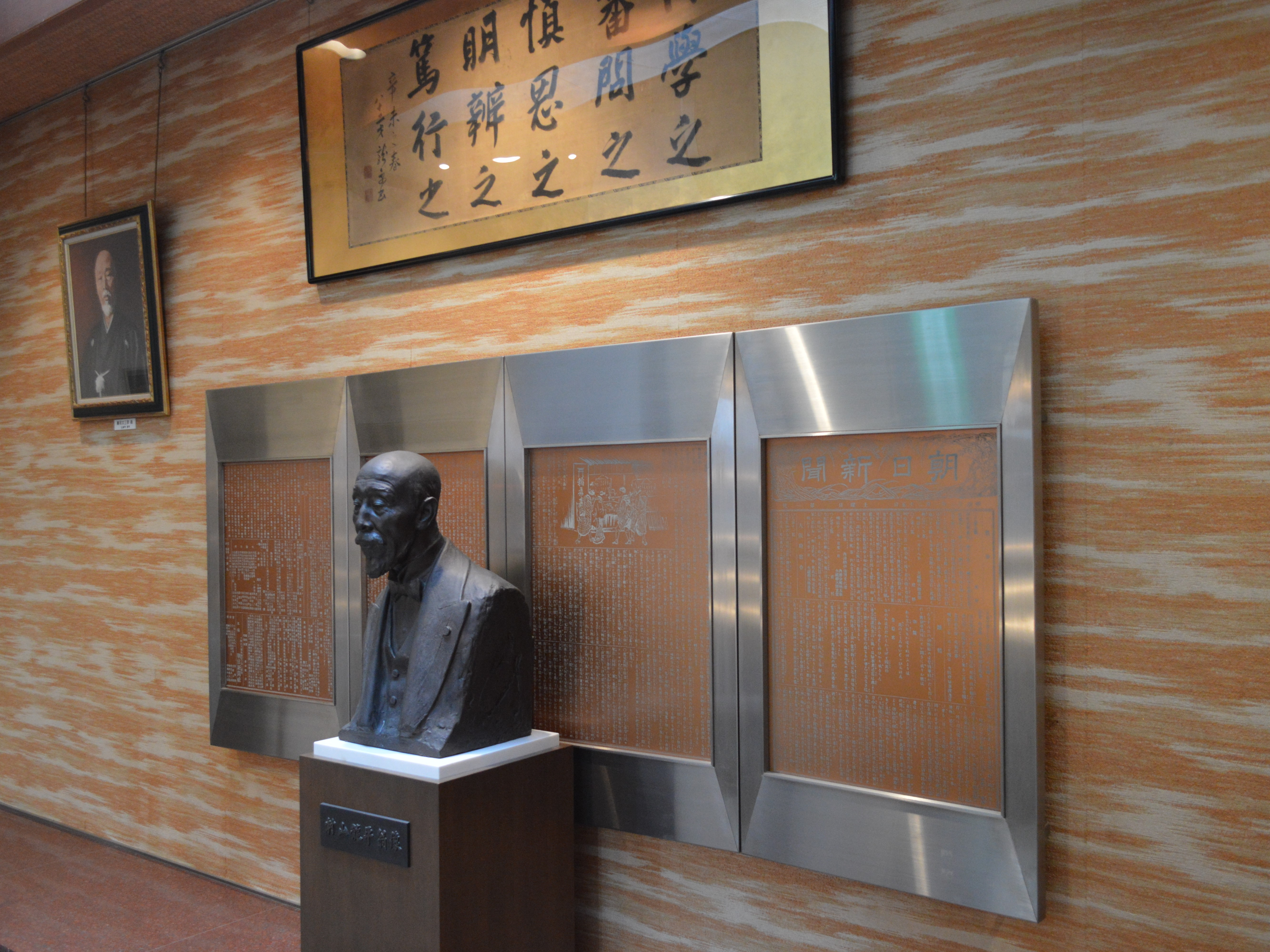
村山龍平の銅像

村山龍平の没後50年を翌年に控えた1982年（昭和57年）、村山を顕彰する施設を建設しようという動きが現れた。そして村山の子孫からの多額の援助を得て、1982年（昭和57年）10月1日に着工し、展示設備費を含む総工費134,500,000円をかけて1983年（昭和58年）3月10日に完工した。施設周辺の植樹などの環境整備費用11,600,000円は朝日新聞社からの寄付で賄われた。竣工および開館は、村山の誕生日に合わせて同年の4月3日となった。
1993年（平成5年）には開館10周年記念として4月4日から4月11日まで「香雪美術館名宝展」と題し、村山が集めた美術品を収蔵・展示する香雪美術館から45点を厳選して展示した。同様の企画は2000年（平成12年）4月3日に玉城町が開いた生誕百五十年記念式に合わせて開かれ、48点が展示された。2003年（平成15年）4月9日には開館20周年記念式典を挙行し、玉城町長だけでなく朝日新聞社社主で村山の孫である村山美知子ら朝日新聞関係者らも含めて約100人が出席した。
2006年（平成18年）2月23日には朝日新聞の創刊第1号の複製が鳥羽市の個人宅で発見され、玉城町教育委員会に寄贈され、後に村山龍平記念館の展示品となった。2008年（平成20年）4月には開館25周年記念特別展を、2010年（平成22年）4月には生誕160年特別展を、2011年（平成23年）4月には柔軟オブラートを発明した玉城町出身の小林政太郎が所蔵していた三重県指定文化財の千手観音の特別展示を開催した。2013年（平成25年）には開館30周年を迎え4月4日に記念式典を開催、「朝日新聞のルーツと朝日新聞社所蔵美術品展」と題した特別展を朝日新聞社と玉城町が共催、横山大観作「富士山」などの絵画や第70回全国高等学校野球選手権大会に手塚治虫が寄せたパネルなど、朝日新聞社所有の品々を展示した。2015年（平成27年）8月には、村山が野球殿堂入りしたことを記念して、表彰レリーフのレプリカと野球殿堂博物館からの殿堂入り通知書の特別展示を行った。

## 玉城町郷土資料館
玉城町の考古遺物や田丸城に関する資料、村山龍平の遺品などを収蔵する。開館時点の所蔵資料は考古学資料424点、歴史資料400点をはじめとする計943点である。特に旧石器時代から平安時代にかけての遺跡が多い玉城町では石器・土器・須恵器・土師器・鉄器が出土し、これらを展示している。村山龍平関係資料としては、自筆の書、愛用品や写真を納める。
開館時間は9時から17時（ただし土日祝日は16時30分）までで、入館料は無料である。朝日新聞の報道によると、2000年（平成12年）時点の入館料は大人500円、高校・大学生300円、小中学生150円で、2010年（平成22年）時点では大人のみ500円で18歳以下は無料、2011年（平成23年）以降は無料である。

## 玉城町図書館
玉城町図書館（たまきちょうとしょかん）は三重県度会郡玉城町田丸114番地1の村山龍平記念館の1階に設置されている。ISILはJP-1007263。2014年（平成26年）度の蔵書数は11,883冊、利用登録者数は1,780人、貸出冊数は15,667冊である。朝日新聞社から1983年（昭和58年）の開館時に約300冊、1998年（平成10年）に575冊の寄贈を受けている。
- 開館時間：９時０0分から１７時まで（ただし土日祝日は17時まで）
- 休館日：館内整理日、館内清掃日、年末年始
- 貸出制限：玉城町に在住・通勤・通学している者[24]。
- 貸出可能冊数：5冊
- 貸出可能期間：2週間（ただし新着図書は1週間[24]）

## 交通
玉城町役場の北側に位置する。
- JR参宮線田丸駅から徒歩約10分[3][6][24]。
- 三重交通バス玉城町役場前下車、すぐ[3]。
- JR参宮線・近鉄山田線伊勢市駅よりタクシーで約15分[11]。
- 駐車場あり（15台）[3]。